# Francesco Chieregati
Francesco Chieregati vagy Chieregato (Vicenza, 1479. k. – Bologna, 1539. december 6.) olasz püspök, budai pápai nuncius. VI. Adorján pápa diplomatájaként az Oszmán Birodalom elleni nagy összefogáson fáradozott és megpróbálta elérni, hogy a Német-római Birodalom Magyarország mellé álljon a törökök elleni harcban.

## Pályafutása
Chieregati a Velencei Köztársaság területéről való. X. Leó pápa angliai nunciusnak nevezte ki 1515-ben. 1517-ben visszarendelték Itáliába, 1519-ben pedig Portugáliába és Spanyolországba küldték, ahol többek között megismerkedett Adrian Florent tortosai püspökkel, aki a későbbi VI. Adorján pápa lett.
Adorján megválasztása után Chieregatit a Teramói egyházmegye élére állította. 1522 őszén részt vett a nürnbergi birodalmi gyűlésen, ahol a német császár és spanyol király V. Károly a német fejedelmekkel tárgyalta II. Lajos magyar király török-elleni háborújának a támogatását, azonkívül a lutheranizmus egyre gyorsabb terjedését.
Bár háromezer, majd később négyezer katonát Magyarországra vezényeltek, de Chieregati hevesen kitartott amellett, hogy az eredetileg a franciák és I. Ferenc elleni itáliai háborúra kijelölt birodalmi sereget a törökök ellen vessék be. Megbizatása ezen a téren sajnos nem járt sikerrel.

## Külső hivatkozás
- Francesco Chieregati (angol)